# Liste des œuvres de Pablo Picasso
Pour un article plus général, voir Pablo Picasso.
La liste des œuvres de Pablo Picasso est constituée de trois pages, couvrant chacune une durée de vingt-sept ans :
- Liste des œuvres de Pablo Picasso de 1890 à 1917
- Liste des œuvres de Pablo Picasso de 1918 à 1945
- Liste des œuvres de Pablo Picasso de 1946 à 1973